# Ернст фон Альтгаус
Барон Ернст фон Альтгаус (нім. Ernst Freiherr von Althaus; 19 березня 1890, Кобург — 29 листопада 1946, Берлін) — німецький льотчик-ас, оберлейтенант Саксонської армії. Кавалер ордена Pour le Mérite.

## Біографія
Син ад'ютанта герцога Карла Едуарда Саксен-Кобург-Готського. Зарахований з народження до гусарського полку № 18 (1-й саксонський) як рядовий, а в 1911 році став лейтенантом.
Брав участь у бойових діях з перших місяців Першої світової війни. На початку 1915 року вступив до авіації, а 6 серпня був підвищений до оберлейтенанта. 20 вересня направлений в 23-й льотний дивізіону, а потім у різні Кampfeinsitzerkommando, розміщені у Во, Жамесі та Сіврі. Завдяки його колишній службі він отримав прізвисько «Гусар Альтгаус». Поранений у ногу в квітні 1916 року, він був поміщений у госпіталь, де зустрів медсестру, яка стала його дружиною.
Коли КЕК Во стала 4-ю винищувальною ескадрильєю, Альтгаус продовжував літати в її складі, поки знову не був поранений 4 березня 1917 року. Перевівся в 14-ту винищувальну ескадрилью, але 6 липня був обраний бароном Манфредом фон Ріхтгофеном для командування 10-ю винищувальною ескадрильєю. На цій посаді він залишався до кінця місяця, коли його погіршення зору призвело до необхідності замінити його Вернером Фоссом.
Перебуваючи у складі Jasta 10, він літав на Альбатросі D V № D 1119/17, фюзеляж якого прикрашали п'ять крапок і одне тире, що позначають на азбуці Морзе букви НА (ініціали прізвиська Hussar Althaus). Сама машина була пофарбована в або насичений жовтий хром, або помаранчево-червоний. На додаток до своїх дев'яти офіційних перемог, Альтгаус мав ще вісім непідтверджених.
Прийняв командування над винищувальною школою №2, але подальше погіршення зору змусило його повернутися до піхоти. 15 жовтня 1918 року Альтгаус, який служив піхотним офіцером на Верденській ділянці фронту, був взятий в полон американськими військами, після чого чекав звільнення до вересня 1919 року.
Після війни Альтгаус став арбітражним юристом, доки його зір не згас повністю в 1937 році. Незважаючи на сліпоту, він продовжував вивчати закони, і протягом Другої світової війни був директором окружного суду в Берліні. Після закінчення війни працював перекладачем у Союзній комісії з роззброєння.

## Нагороди
- Залізний хрест 2-го і 1-го класу
- Орден дому Саксен-Ернестіне, лицарський хрест 2-го класу з мечами
- Хрест «За військові заслуги» (Брауншвейг) 2-го класу
- Медаль «За відвагу» (Гессен)
- Військовий орден Святого Генріха, лицарський хрест (27 січня 1915)
- Нагрудний знак військового пілота (Пруссія)
- Королівський орден дому Гогенцоллернів, лицарський хрест з мечами (літо 1916)
- Pour le Mérite (21 липня 1916)
- Почесний хрест ветерана війни з мечами

## Галерея

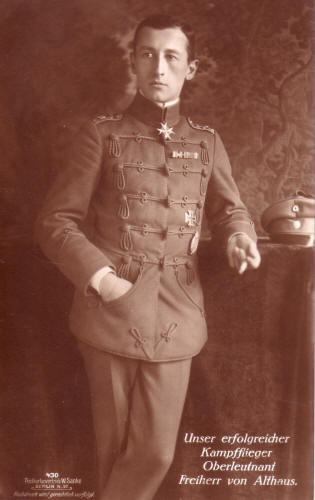
Альтгаус в гусарській формі (1916/17).
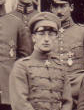
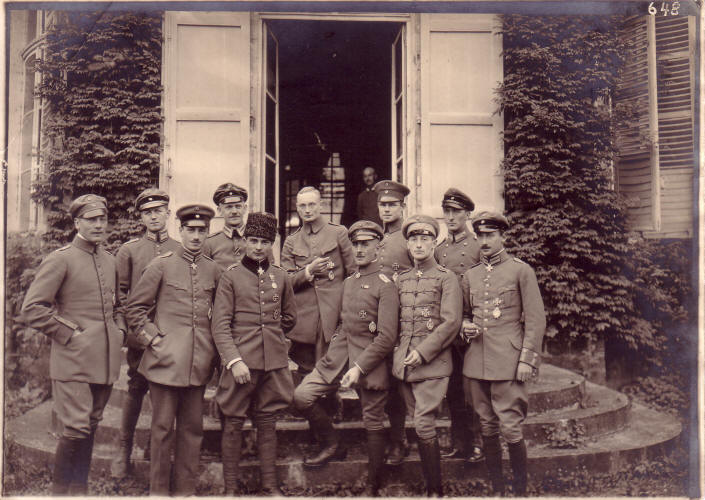
Пілоти 4-ї винищувальної ескадрильї (1916). Альтгаус — другий праворуч в першому ряду.